# Alchemilla decalvans
Alchemilla decalvans é uma espécie de rosácea do gênero Alchemilla, pertencente à família Rosaceae.